# Secours islamique France

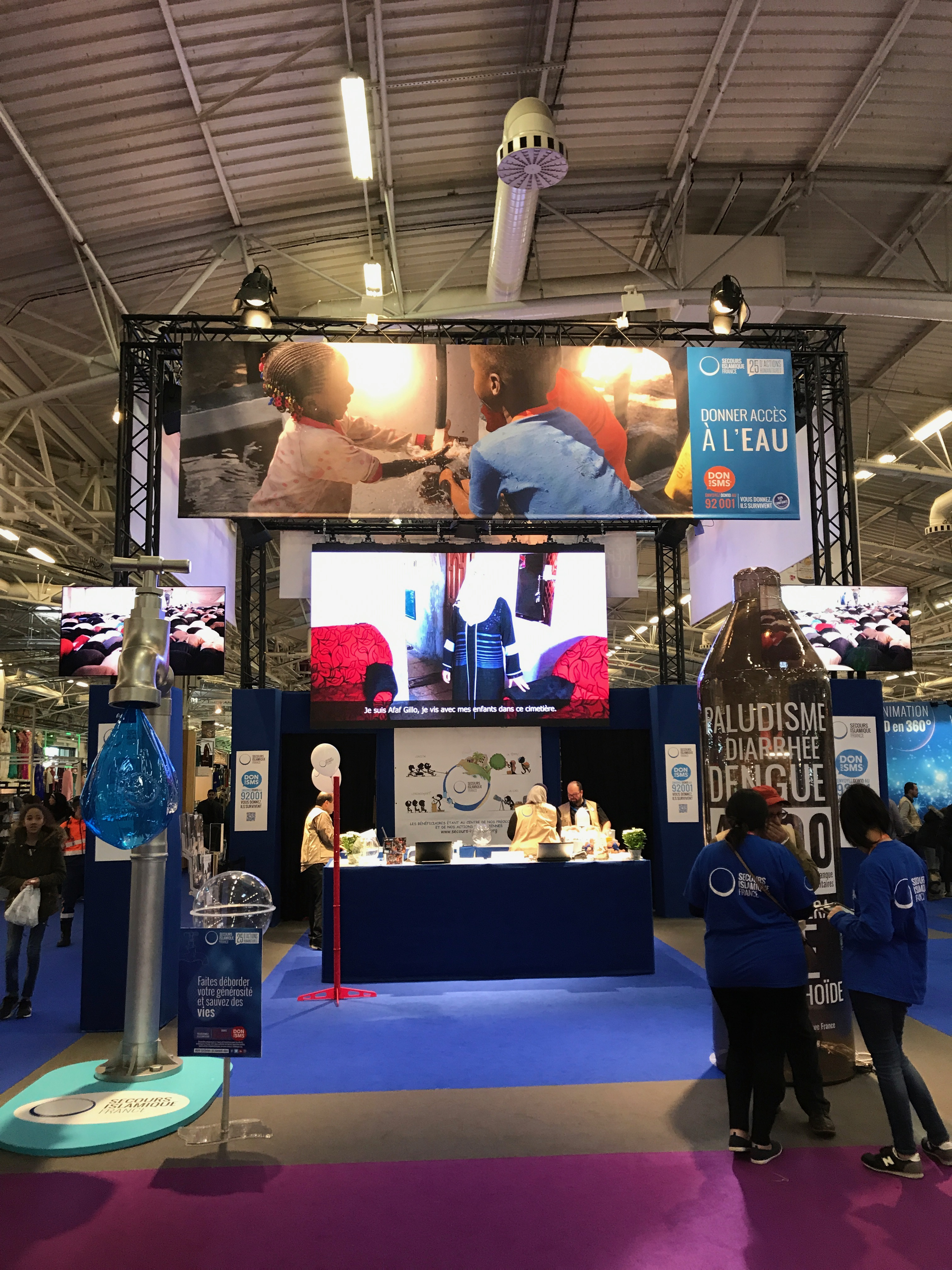
Stand du Secours islamique France lors de la 34e Rencontre annuelle des musulmans de France en 2017.

Le Secours islamique France (SIF) est une organisation non gouvernementale française de solidarité nationale et internationale. Fondée en 1991, l'association agit dans les domaines de l’assistance humanitaire et de l’aide au développement, en France et dans le monde. L’association « se fonde sur les valeurs humaines de l'islam, celles de la solidarité et du respect de la dignité humaine qu’il place au cœur de ses préoccupations », et revendique pour principe impartialité et universalité dans l'accès au soin, neutralité et indépendance dans sa gouvernance.

## Histoire
Le Secours islamique France est fondé en 1991 par Rachid Lahlou, à la demande de Hany El-Banna, cofondateur de l'ONG Islamic Relief Worldwide (IRW). C'est ensuite en 2006 que les liens sont rompus, et que le SIF prend une indépendance totale par rapport à Islamic Relief Worldwide (IRW). 
Du Sénégal aux Philippines, en passant par Madagascar et le Pakistan, le Secours islamique France agit dans les domaines de l’eau et l’assainissement, la sécurité alimentaire, l'éducation & le bien-être de l'enfant et mène également des actions d’urgence comme au Népal. L’organisation intervient également en France à travers des missions sociales de lutte contre la pauvreté et l'exclusion, notamment des maraudes et hébergements d'urgence pour les sans-abris, des épicerie solidaire, des microcrédits pour les plus démunis, du soutien aux détenus,,. Le Secours islamique France intervient par le biais de programmes de développement, d'actions d'urgence et de plaidoyer.
En 2010, le Secours islamique France lance sa première campagne d’affichage qui a créé un relatif intérêt auprès du grand public,. En 2011, le SIF fête ses 20 ans. Depuis 2011, le Secours islamique France est agréé par le Comité de la Charte du don en confiance. 
En 2017, dans le paysage des ONG françaises, le SIF est parmi les 20 premières ONG françaises de solidarité nationale et internationale.
Dans l'entre-deux-tours de l'élection présidentielle de 2017 qui oppose Marine Le Pen et Emmanuel Macron, le Secours islamique France appelle implicitement dans une tribune avec soixante autres associations à faire barrage à la candidate du RN.

### Interventions
- 1992 : Lancement du programme « Parrainage d’Orphelins ». Aide aux victimes de la guerre de Bosnie-Herzégovine.
- 1993 : Aide aux victimes de la famine durant la seconde guerre civile soudanaise.
- 1994 : Développement du programme « Couscous de l'amitié » dans diverses grandes villes françaises[16].
- 1995 : Aide aux victimes de la famine durant la guerre civile somalienne.
- 1996 : Aide aux victimes de la première guerre de Tchétchénie.
- 1997 : Aide aux victimes du séisme en Iran. Première intervention du SIF en Irak après la guerre (fini en 1991).
- 1998 : Aide aux victimes des séismes en Afghanistan, des inondations en Mozambique et au Madagascar, et de la Seconde guerre de Tchétchénie.
- 1999 : Aide aux victimes de la guerre du Kosovo
- 2000 : Soutien aux Palestiniens pendant la Seconde intifada.
- 2001 : Aide aux victimes de la guerre d'Afghanistan, de la famine en Éthiopie et du séisme en Inde.
- 2002 : Soutien aux Palestiniens pendant la Seconde intifada.
- 2003 : Aide aux victimes de la guerre d'Irak, du séisme à Bam en Iran et des séismes de Boumerdès et d'Alger en Algérie.
- 2004 : Aide aux victimes de la guerre du Darfour, du séisme et tsunami dans l'océan Indien et séisme d'Al Hoceima au Maroc.
- 2005 : Aide aux victimes du séisme au Pakistan.
- 2006 : Aide aux victimes de la crise alimentaire dans la Corne de l'Afrique et du conflit israélo-libanais.
- 2007-2008 : Ouverture des premières missions terrain du SIF. Développement du programme d'accès à l'eau au Tchad. Ouverture de l'épicerie solidaire Epi-Sol en France. Aide aux victimes de la guerre de Gaza, des inondations en Algérie et au Sénégal, des cyclones aux Philippines et à Madagascar. Aide à la population tchadienne réfugiée au Cameroun durant la guerre civile tchadienne.
- 2009 : Lancement des maraudes sociales en France. Aide aux victimes de la guerre de Gaza, du séisme à Sumatra en Indonésie et de l'insurrection islamiste au Pakistan.
- 2010 : Aide aux victimes du séisme à Haïti, des inondations au Pakistan, du typhon aux Philippines et du conflit ethnique au Kirghizistan.
- 2011 : Aide aux réfugiés à la frontière entre la Libye et la Tunisie durant la Première guerre civile libyenne. Aide aux victimes de la crise alimentaire dans la Corne de l'Afrique.
- 2012-2017 : Aide aux victimes de la guerre civile syrienne et aux réfugiés syriens dans les pays voisins.

## Valeurs
Signataire du code de conduite pour le Mouvement international de la Croix-Rouge et du Croissant-Rouge et du contrat-cadre de partenariat ECHO, le Secours islamique France dit s’inspirer des valeurs de l’islam : solidarité et respect de la dignité humaine.

## Chiffres-clés
Le Secours islamique France compte 107 salariés en France, 364 salariés à l'international (contrats locaux et expatriés) dans le monde et 750 bénévoles actifs.
Des crises ou des urgences humanitaires ont poussé l’organisation à développer 13 missions permanentes à l’international, et est présent dans 16 autres pays à travers des partenaires.
Plus de 8 000 enfants sont parrainés à travers le monde dont plus de 520 au Sénégal.
En 2012, plus de 70 000 donateurs soutenaient le Secours islamique France.